# Quạ mỏ dày
Corvus crassirostris là một loài chim trong họ Corvidae.